# Bacon Lake
Bacon Lake är en sjö i Kanada.   Den ligger i provinsen British Columbia, i den sydvästra delen av landet, 3 700 km väster om huvudstaden Ottawa. Bacon Lake ligger 394 meter över havet. Arean är 0,29 kvadratkilometer. Den ligger vid sjöarna  Buttle Lake och Upper Campbell Lake. Den sträcker sig 1,1 kilometer i nord-sydlig riktning, och 0,4 kilometer i öst-västlig riktning.
I omgivningarna runt Bacon Lake växer i huvudsak barrskog. Trakten runt Bacon Lake är nära nog obefolkad, med mindre än två invånare per kvadratkilometer.